# Utomhuspedagogik
Utomhuspedagogik är ett pedagogiskt förhållningssätt som syftar till växelspel mellan upplevelse och reflektion grundat på upplevelser i autentiska situationer.
Nationellt centrum för utomhuspedagogik, Linköpings universitet
Det handlar både om platsen, innehållet och sättet att lära på
- Platsen – gärna ute i något slags fri natur, men också parken, skolgården eller stadsmiljön.

- Innehållet – skall bygga på det som finns på platsen. Undervisningen utgår från verkligheten.

- Sättet – Alla elever ska vara aktiva. De ska själva få en upplevelse av något, gärna tillsammans med andra.

- Reflektion – Det räcker inte med upplevelser för att kunskap skall uppstå, reflektion och efterarbete är nödvändigt.

Den utomhuspedagogiska metoden används som komplement till övrig undervisning för att eleverna ska förstå och komma ihåg bättre. Den syftar till att belysa, konkretisera och förtydliga teoretiska modeller, processer, fenomen och sammanhang. Belysa innehållet i olika ämnen där klassrummet utgör en begränsning eller hinder för elevernas lärande, till exempel de olika processer och företeelser som sker i natur- och kulturmiljöer.
Med utgångspunkt från läroplanen öka förståelsen hos eleverna för innehållet i skolans olika ämnen. 

## Svenska organisationer
I Sverige finns ett flertal aktörer som arbetar för att utomhuspedagogiken ska bli ett normalt inslag i den svenska skolan, i synnerhet grundskolan. Här bör nämnas: 
- NCU, Nationellt centrum för utomhuspedagogik vid Linköpings universitet (http://www.liu.se/ikk/ncu?l=sv)
- Skogen i Skolan (http://www.skogeniskolan.se/)
- Naturskoleföreningen (http://www.naturskola.se/)
- Movium (http://www.movium.slu.se/)
- NCFF (https://web.archive.org/web/20110920165709/http://www.oru.se/NCFF/)
- I Ur och Skur (https://web.archive.org/web/20100610183453/http://friluftsframjandet.se/i_skolan).

Ovan nämnda utgör nätverket Utenavet, som tillsammans jobbar för att främja utomhuspedagogik.
- DJEEO(https://web.archive.org/web/20170915051952/http://djeeo.se/)